# Maggie Gee
Maggie Gee ( Berkeley, California, 5 de agosto de 1923 -1 de febrero de 2013) fue una aviadora estadounidense que sirvió en las Mujeres Pilotos del Servicio de la Fuerza Aérea (WASP) en la Segunda Guerra Mundial. Una de las dos mujeres chino-estadounidenses que sirvieron en la organización, la otra fue Hazel Ying Lee. Como piloto de WASP, ayudó a los pilotos masculinos a entrenarse para el combate, ya que a las mujeres piloto no se les permitía servir en combate en ese momento. También transportó aviones militares.

## Biografía
Maggie Gee es una estadounidense de origen chino de tercera generación, sus abuelos maternos se habían mudado a California desde un pueblo en Guangdong. Su abuelo fue un pionero en la industria Báo yú en la Península de Monterey.
En 1941,Maggie Gee se matriculó en la Universidad de California, Berkeley, para estudiar física aunque la abandonó meses después para trabajar en el departamento de dibujo del astillero naval de Mare Island tras la entrada de Estados Unidos en la Segunda Guerra Mundial. Su madre, Jung An Yoke, también trabajaba allí, como soldadora. Maggie Gee y dos compañeros de trabajo compraron un automóvil por US$25 y condujeron hasta Avenger Field en Sweetwater, Texas donde se entrenó durante seis meses para convertirse en WASP. El programa WASP finalizó en diciembre de 1944, pero en el poco tiempo que pasó como WASP transportó aviones de las fábricas a las bases aéreas para prepararlos para su entrega en el frente de guerra, copilotó aviones de combate en simulacros de combates aéreos y entrenó a pilotos masculinos en la escuela de artillería de Las Vegas. Las WASP estaban clasificadas como civiles, por lo que al finalizar la Segunda Guerra Mundial y disolverse el servicio, las mujeres piloto fueron liberadas de sus puestos. No fue hasta 1977 cuando las WASP obtuvieron el estatus militar por su servicio con la aprobación de la Ley Pública 95-202.
Maggie Gee volvió a la Universidad de California, Berkeley, para licenciarse en Física con máster en Física. En 1958 empezó a trabajar en el Laboratorio Nacional Lawrence Livermore de Berkeley investigando los sistemas de armamento empleados en la Guerra Fría y siendo asimismo consultora en los programas de fusión nuclear y magnética del laboratorio durante el resto de su carrera. Igualmente fue activa en el Partido Demócrata desde la administración Truman, voluntaria para organizar inscripciones de votantes y recaudaciones de fondos, miembro del Comité Central Demócrata del Condado de Alameda, de la Junta Ejecutiva del Partido Demócrata del Estado de California y del Grupo Demócrata de Asiáticos e Isleños del Pacífico. En 1992 fue incluida en el Comité de Plataforma del Partido Demócrata.

## Premios y reconocimientos
Aparece en varios libros, proyectos de historia oral y documentales.
En 2009, se publicó un libro sobre la historia de su vida llamado Sky High: The True Story of Maggie Gee, de Marissa Moss.
En 2010, ella y todas las demás pilotos vivas de WASP recibieron la Medalla de Oro del Congreso por parte del presidente Barack Obama.
Se recogieron casi 15.000 firmas para que el Aeropuerto Internacional de Oakland pase a llamarse Maggie Gee.